# Jean-Rabel
Jean-Rabel (Haïtiaans-Creools: Jan Rabèl) is een stad en gemeente in Haïti met 148.000 inwoners. De plaats ligt bij de noordwestelijke punt van het eiland Hispaniola, 37 km ten westen van de stad Port-de-Paix. De gemeente maakt deel uit van het arrondissement Môle-Saint-Nicolas in het departement Nord-Ouest.
Er wordt suikerriet, sisal en fruit verbouwd. Ook worden er bijen gehouden en vindt er industriële verwerking van rietsuiker plaats. Verder wordt er koper gevonden. De haven van Jean-Rabel, Bord-de-Mer-Jean-Rabel, ligt 6 km naar het noorden.
Door de plaats stroomt de Jean-Rabel-rivier.
Op 23 juli 1987 vond er in Jean-Rabel een massaslachting plaats, waarbij een grootgrondbezitter 139 landloze boeren doodde.

## Indeling
De gemeente bestaat uit de volgende sections communales:
| Nr. | Naam          | Km²    | Inw.2015 |
| --- | ------------- | ------ | -------- |
| 1   | Lacoma        | 135,41 | 25.265   |
| 2   | Guinaudée     | 112.96 | 23.423   |
| 3   | Vieille Hatte | 98,39  | 27.948   |
| 4   | La Montagne   | 31,21  | 12.240   |
| 5   | Dessources    | 30,99  | 22.289   |
| 6   | Grande Source | 32,76  | 24.268   |
| 7   | Diondion      | 46,41  | 12.983   |